# Марко Јовичић (редитељ и глумац)
Марко Јовичић Дими (Београд, 4. мај 1995) српски је позоришни и филмски редитељ и глумац.

## Биографија
Завршио је ОШ „Јован Миодраговић” Београд (2010) и Четрнаесту београдску гимназију (2014). Дипломирао је Позоришну и радио режију на Факултету драмских уметности у Београду, у класи професора Иване Вујић и асистента Снежане Тришић (2019).

## Приватни живот
Свира у бенду „Ранч проклетих”.
Завршио је Музичку школу „Јосиф Маринковић” Београд (клавир) 2008.

## Театрографија

### Редитељ
- ФДУ Мата Милошевић - 2016 (На дну)
- БИТЕФ Београд - 2015, 2016
- КРАДУ Загреб - 2016
- МОТ Скопље – 2016
- МЕСС Сарајево - 2016 (Не чујем печат, Јосипе)
- Београдско драмско позориште - 2017 (Женска посла)
- Народно позориште у Београду - 2017 (Љубинко и Десанка)
- Позориште Пуж - 2017 (Лепотица и Зверко)
- Београдско драмско позориште - 2017 (Фрка у фабрици играчака)
- Народно позориште у Београду - 2018 (Мигранти желе Батајницу - дипломска представа)
- Крушевачко позориште - 2018 (Љубинко и Десанка)
- Спортско-културни центар Обреновац - 2018 (Луња и Маза)
- Ферзенг Театар - 2018 (Вернисаж)
- Дом културе „Пиво Караматијевић” Прибој - 2018 (Дани Данила Лазовића)
- Дом културе Стари Колашин - 2019 (Јорговани кроз векове)
- Глума за одрасле / Позориште лутака „Пинокио” - 2019 (Мишеви и мачке наопачке)
- Позориште Славија - 2019 (Само три ноћи)
- Обреновачко позориште - 2019 (Четири прасета)
- Позориште лутака „Пинокио” - 2019 (Књига о џунгли)
- Комбанк дворана - 2020 (Тамо далеко)
- Академија 28 - 2020 (Ко ми тресе трешњицу)
- Опера и театар Мадленианум - 2020 (Новогодишња представа за децу)
- Театар Улица - 2020 (Рогови у врећи)
- Пароброд - 2021 (Кабаре Пароброд)
- Позориште на Теразијама - 2022 (Чудна шума) - Ју група
- Народно позориште Ниш - 2022 (Ла Герила)

### Асистент
Искуство је стицао као асистент редитеља: Слободанке Цаце Алексић (Позориште Пуж), Слободана Скерлића (Београдско драмско позориште, ТВ серија), Егона Савина (Београдско драмско позориште, ЈДП),  Владимира Лазића (Позориште на Теразијама), Ане Здравковић и Горана Шушљика (Опера и театар Мадленианум), Александре Милавић Давис (Атеље 212) и Југа Радивојевића (Позориште Пуж).

## Телевизија / филм
- Лето тебе дозива - званични спот Града Београда за сезону Лето 2018 (композитор и редитељ)
- Београд као и други градови - серијал емисија 2019/2020 (композитор и редитељ)
- Екипа 2019 (асистент режије и вођа снимања)
- Ентер - Улази (коредитељ серије)
- Тате 2020 (кастинг директор серије)
- Игра судбине 2020-2022 (кастинг директор серије)
- Коло среће (ТВ серија) 2021-2022 (кастинг директор)
- 45. Фестивал филмског сценарија у Врњачкој Бањи 2021 (редитељ манифестације)
- Игра судбине 2022 (редитељ серије)
- Круг 2022 (редитељ филма)[2]
- Ел боемо 2022 (редитељ филма)

## Глумац
| Год.       | Назив                  | Улога                  |
| ---------- | ---------------------- | ---------------------- |
| 2020.      | Тате                   | фронтмен бенда         |
| 2021—2022. | Коло среће (ТВ серија) | хакер Кртица           |
| 2020-2023. | Игра судбине           | Јамездин               |
| 2022.      | Ел боемо               | Фернандо               |
| 2023.      | Закопане тајне         | Чедомир Чавић “Чивава” |